# Heinrich Curschmann
Heinrich Curschmann (* 28. Juni 1846 in Gießen; † 6. Mai 1910 in Leipzig) war ein deutscher Internist.

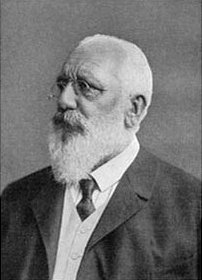
Heinrich Curschmann

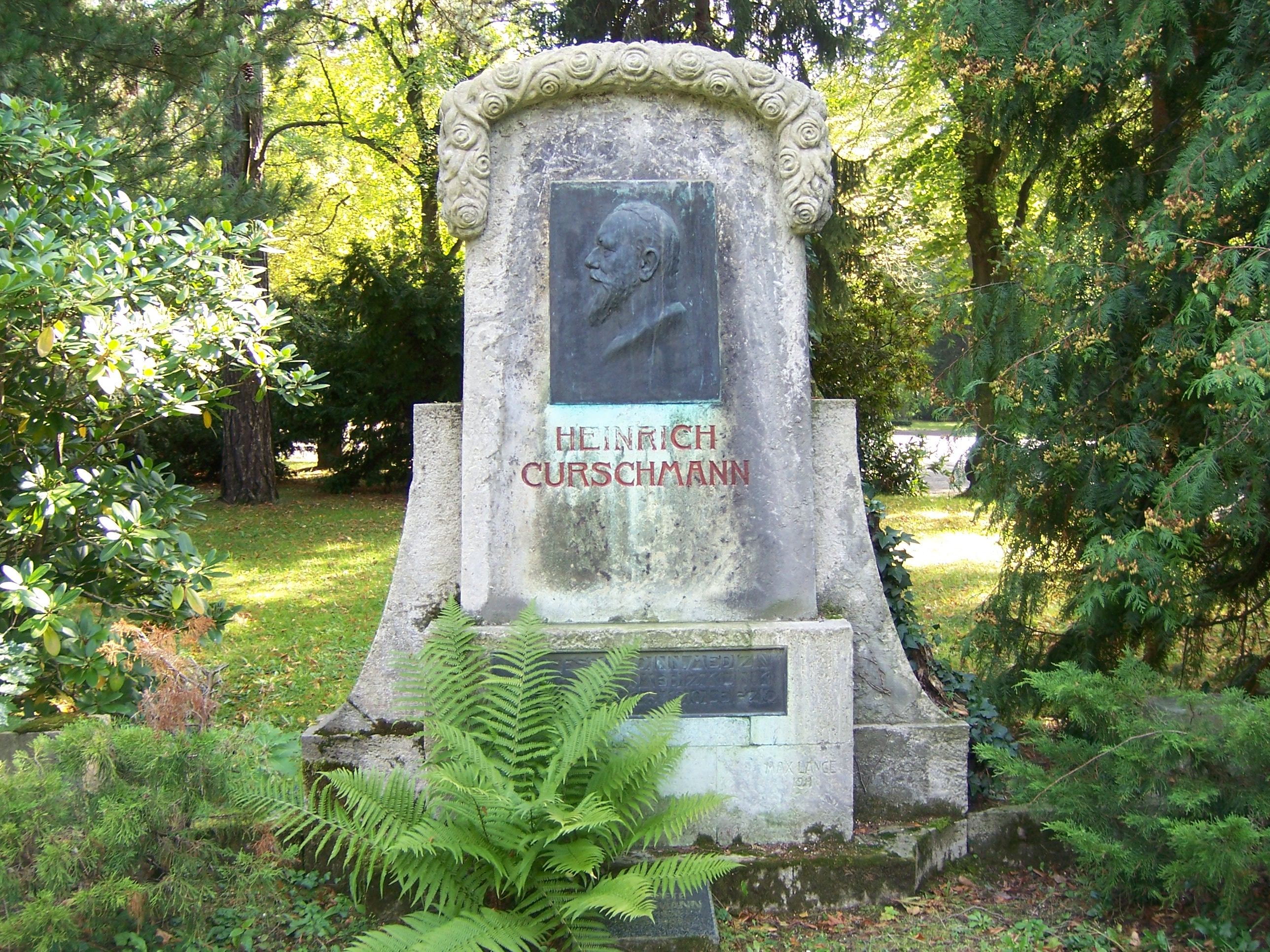
Grabstätte Heinrich Curschmann und Angehörige auf dem Südfriedhof in Leipzig

## Leben
Curschmann war der Sohn des Lehrers Johann Heinrich Curschmann (1818–1902) und der Anna Maria Wilhelm (1822–1888) in Gießen und studierte von 1863 bis 1868 Humanmedizin an der Universität Gießen. Nach erster Tätigkeit als Assistenzarzt am Mainzer Rochushospital wirkte er ab 1871 an Krankenhäusern in Berlin-Moabit, bevor er 1879 in Hamburg zum ärztlichen Direktor und Leiter der Staatskrankenhäuser berufen wurde. In Hamburg war er für die Planung und Gründung des Neuen Allgemeinen Krankenhaus Eppendorf verantwortlich, das ab 1884 gebaut wurde. Ab 1885 nahmen die jeweils fertiggestellten Abteilungen unter Curschmann den Betrieb auf. Er gab 1888 vor der endgültigen Fertigstellung des Krankenhausbaus seinen Posten auf, um als Professor an die Universität Leipzig zu wechseln. Im Jahr 1892 wurde er zum Mitglied der Leopoldina gewählt.
Der Curschmann-Trokar bezieht sich auf Heinrich Curschmann. Auch die von ihm und Emil Ungar 1882 entdeckten Spiralen im Sputum von Bronchialkranken werden nach Curschmann als Curschmann-Spiralen bezeichnet. In Hamburg-Eppendorf wurde 1899 die Curschmannstraße nach ihm benannt, die in direkter Nachbarschaft zum Universitätsklinikum Eppendorf (UKE) liegt. Später erhielt das in dieser Straße errichtete Gymnasium ebenfalls seinen Namen, den es inzwischen aber nicht mehr trägt (heutige „Stadtteilschule Eppendorf“). In Leipzig ist seit 1931 die Curschmannstraße nach ihm benannt.
Auf dem Gelände des UKE befindet sich in der Nähe des Gebäudes O 36 eine Büste von Curschmann, die der Künstler Max Lange geschaffen hat.
Er heiratete im Jahr 1872 in Berlin Margarethe Lohde (1847–1915), eine Tochter des Geheimen Sanitätsrates Dr. Hermann Lohde und der Emilie Oppert. Der Geograph Fritz Curschmann und der Mediziner Hans Curschmann waren seine Söhne, ferner hatte das Paar noch eine Tochter.